# Wunderwarzenschwein
Wunderwarzenschwein (engl. Wonder Wart-Hog) ist ein Underground Comic des amerikanischen Comiczeichners Gilbert Shelton, das ab den frühen 1960ern in den USA entstand. Die ersten Folgen erschienen in Pete Millar’s Drag Cartoons, spätere überwiegend in der Rip Off Press. In Deutschland wurde die Serie hauptsächlich durch Veröffentlichungen im Zusammenhang mit den Fabulous Furry Freak Brothers bekannt.
Viele Eigenschaften typisch amerikanischer Comic-Superhelden werden karikiert und persifliert, vor allem die Supermans, indem z. B. Wunderwarzenschwein nicht für vergleichsweise ‚edle‘ Motive auf Verbrecherjagd geht, sondern eher aus sehr materiellen Gründen wie Geldgier und dem Drang, bei der Damenwelt gut anzukommen. Seine weiteren Vorlieben sind entsprechend unorthodox, nämlich Bier, deftiges Essen, Auto- und Motorradrennen, Comics, Football etc.

## Figur
Der „Kühne Keiler“ besitzt einen äußerst muskulösen menschlichen Körper mit knapp 400 kg Gewicht, auf dem allerdings der borstige Kopf eines Wildschweines mit langem Rüssel sitzt. Des Öfteren werden auch sein Körpergeruch bzw. seine Behaarung als eher animalisch angedeutet. Wunderwarzenschwein besitzt übermenschliche Kräfte, Röntgenblick und kann fliegen; wie Superman hat er allerdings auch eine Achillesferse, nämlich Erdbeer-Rhabarbertorte, die seine Kräfte neutralisiert. Unter seinem Haus befindet sich eine geheime Kommandozentrale, der Wunderkoben (Koben = Schweinestall); sein Superfahrzeug nennt sich Keiler-Kalesche.

## Inhalt
Wunderwarzenschweins geheimes Alter Ego ist Philbert Desanex, ein schüchterner, schmächtiger Reporter der Zeitung Mißgeschick am Morgen, der ständig von seinem Chef drangsaliert und ausgebeutet wird, ohne dass Desanex den Mumm hat, sich dagegen zu wehren. Die Verlagsszenen erinnern dabei stark an entsprechende Szenen im Daily Bugle in Spider-Man, sind aber satirisch überhöht („Desanex! Ihre Reportagen bringen mich zum kalten Kotzen! Verschwinden Sie und berichten Sie über die Schildkrötenolympiade in Gruntville! Hier! Fangen Sie auf! Eine der nagelneuen 25-Cent-Münzen! Spesen!“).
Desanex, der chronisch knapp bei Kasse ist, nimmt auch die erniedrigendsten Reportageaufträge an und begegnet dabei gewohnheitsmäßig diversen Kriminellen und grotesken Superschurken, so z. B. dem Maskierten Miesnik alias (an Sonn- und Feiertagen) Psuper-Psychiater, dem tortenwerfenden und juckpulverstreuenden Super-Scherzkeks, Super-Patriot, Superoma, dem Chimärischen Chamäleon, Hyper-Hypnotiseur und anderen.
Er wirkt zudem in einem Heldenteam mit, den Siegreichen Sieben, die ebenfalls Superheldenfiguren als Vorbild haben: Sperling (engl. Sparrow), sein kleinkindhafter Helfer, in Anlehnung an Robin (= Rotkehlchen), den Sidekick Batmans; Käpt’n Knorke (ein Shazam-Imitat mit Schmerbauch); Daddy-Bat (Batman mit Melone und Peace-Zeichen); ein elastischer Mutant namens Spastikus (Mr.Fantastic); der Kackwanst (ein Haufen Müll mit Intelligenz) sowie der Hauptfeld (Captain America).
Charakteristisch für Wunderwarzenschwein ist, dass er Verbrecher und Superschurken nicht für Ruhm und Ehre oder aus Patriotismus fängt, sondern aus Geldgier und in der Hoffnung, seine Chancen bei den „wunderbar geformten, amerikanischen Miezen“ zu verbessern. Seine Methoden sind naiv und gleichzeitig brutal. Wenn es sein muss, zermatscht Wunderwarzenschwein schon mal seine Gegner an Hauswänden, dreht ihnen den Hals mehrmals herum oder stampft sie in den Boden. Bisweilen geht er dabei derart schnell vor, dass sie bereits gefangen oder gar verstorben sind, noch bevor eine Belohnung auf sie ausgesetzt wurde.

## Deutsche Ausgaben
- Die besonderen Vorkommnisse des Philbert Desanex alias Wonder Wart-Hog. 1977, Zweitausendeins, übersetzt von Manfred Klopsky und Harry Rowohlt.
- Wunderwarzenschwein. 1982, Volksverlag, übersetzt von Herbert Becker u. a., ISBN 3-88631-114-7